# Гальперин, Глеб Сергеевич
Глеб Сергеевич Гальперин (род. 25 мая 1985, Москва) — российский прыгун в воду, заслуженный мастер спорта России, сын заслуженных тренеров России Сергея Гальперина и Раисы Гальпериной. Двукратный бронзовый призёр Олимпийских игр 2008 года по прыжкам с вышки (в синхронных в паре с Дмитрием Доброскоком и в личных), двукратный чемпион мира (2005, 2007) и Европы, чемпион России (2003, 2004). Общественный деятель. Президент федерации прыжков в воду города Москвы с 2012 года. Директор спортивной школы олимпийского резерва по прыжкам в воду 2014—2021 годах. Заместитель генерального директора ГБУ МГФСО Москомспорта (2021—2024). Директор Центра олимпийской подготовки с 2024 года.

## Награды
- Почётная грамота Правительства Москвы (8 апреля 2019) — за большой вклад в развитие физической культуры и спорта, подготовку спортсменов, добившихся высоких спортивных результатов на III летних юношеских Олимпийских играх 2018 года в городе Буэнос-Айресе (Республика Аргентина)
- Медаль ордена «За заслуги перед Отечеством» II степени (2 августа 2009) — за большой вклад в развитие физической культуры и спорта, высокие спортивные достижения на Играх XXIX Олимпиады 2008 года в Пекине[2]
- Заслуженный мастер спорта России